# Kazuo Saitó
Kazuo Saitó (* 27. červenec 1951) je bývalý japonský fotbalista.

## Klubová kariéra
Hrával za Mitsubishi Motors.

## Reprezentační kariéra
Kazuo Saitó odehrál za japonský národní tým v letech 1967–1984 celkem 32 reprezentačních utkání.

## Statistiky
| Japonsko | Japonsko | Japonsko |
| Roky     | Záp.     | Góly     |
| -------- | -------- | -------- |
| 1976     | 14       | 0        |
| 1977     | 5        | 0        |
| 1978     | 9        | 0        |
| 1979     | 0        | 0        |
| 1980     | 0        | 0        |
| 1981     | 0        | 0        |
| 1982     | 0        | 0        |
| 1983     | 0        | 0        |
| 1984     | 4        | 0        |
| Celkem   | 32       | 0        |